# Quivières
Quivières est une commune française située dans le département de la Somme, en région Hauts-de-France.

## Géographie

### Localisation
L'autoroute A29 passe sur le territoire communal en limite nord, et son échangeur no 54 (Athies) donne un accès aisé au village par l'ancien tracé de la route nationale 37 (actuelle RD 937).
À l'extrême est du département de la Somme, sur environ un kilomètre, le territoire est limitrophe du département de l'Aisne.

#### Communes limitrophes
| Devise           | Monchy-Lagache |                |
| Croix-Moligneaux | Quivières      | Lanchy Aisne   |
| Matigny          | Douilly        | Ugny-l'Équipée |

Le sol communal est argileux, les vallées sèches sont couvertes d'alluvions.
Le territoire correspond à un plateau parsemé de quelques modestes dépressions.
La nappe phréatique était située à 20 m de profondeur à la fin du XIXe siècle et alimentait alors  les puits.
La façade maritime étant située à 120 km du village, son influence climatique est modeste.

### Hydrographie
La commune est située dans le bassin Artois-Picardie. Elle n'est drainée par aucun cours d'eau.

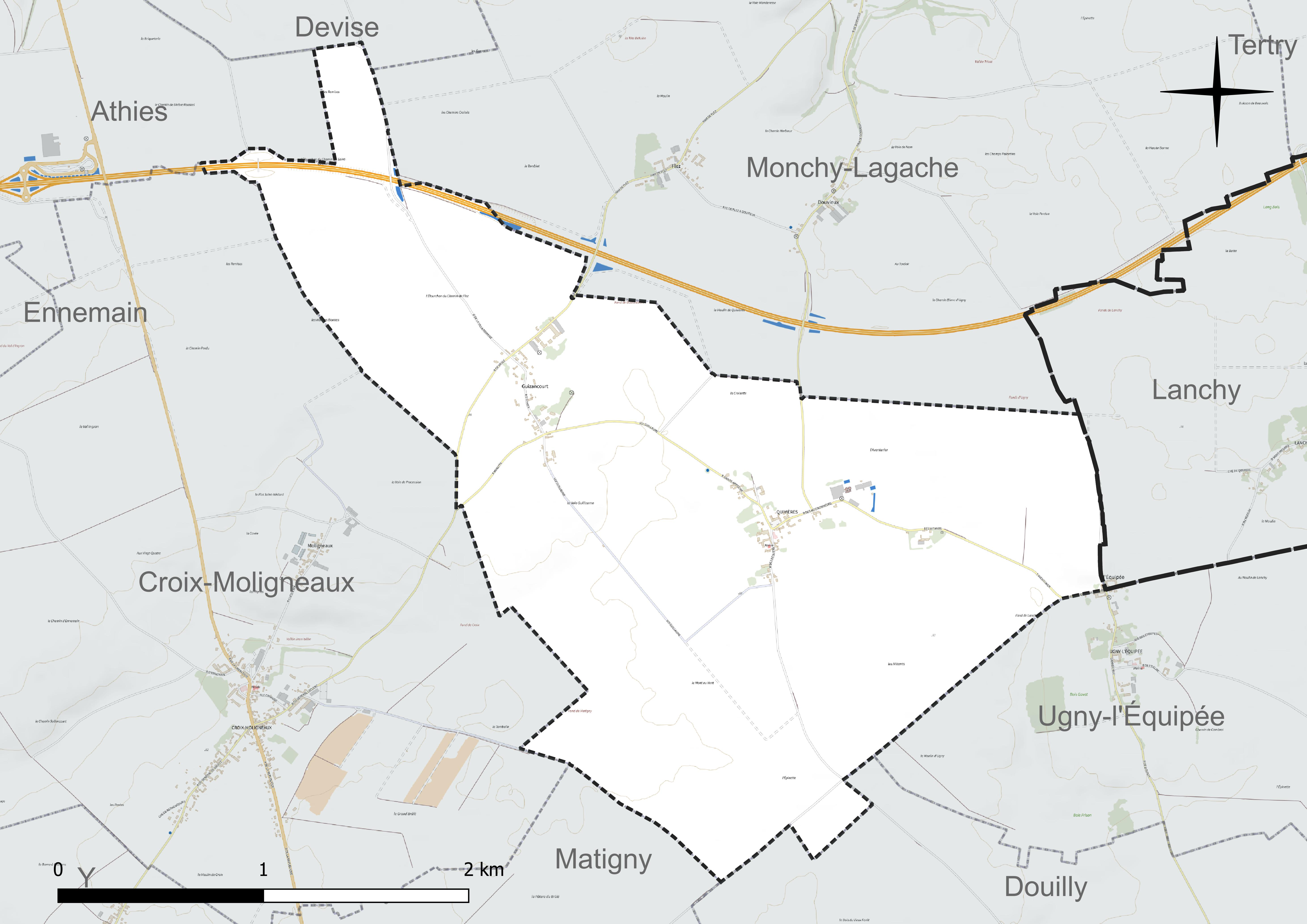
Réseau hydrographique de Quivières.

### Climat
Pour des articles plus généraux, voir Climat des Hauts-de-France et Climat de la Somme.
En 2010, le climat de la commune est de type climat océanique dégradé des plaines du Centre et du Nord, selon une étude du CNRS s'appuyant sur une série de données couvrant la période 1971-2000. En 2020, Météo-France publie une typologie des climats de la France métropolitaine dans laquelle la commune est exposée à un climat océanique et est dans la région climatique Nord-est du bassin Parisien, caractérisée par un ensoleillement médiocre, une pluviométrie moyenne régulièrement répartie au cours de l'année et un hiver froid (3 °C).
Pour la période 1971-2000, la température annuelle moyenne est de 10,5 °C, avec une amplitude thermique annuelle de 14,4 °C. Le cumul annuel moyen de précipitations est de 683 mm, avec 11,4 jours de précipitations en janvier et 8,8 jours en juillet. Pour la période 1991-2020, la température moyenne annuelle observée sur la station météorologique la plus proche, située sur la commune d'Estrées-Mons à 7 km à vol d'oiseau, est de 11,0 °C et le cumul annuel moyen de précipitations est de 647,5 mm,. Pour l'avenir, les paramètres climatiques de la commune estimés pour 2050 selon différents scénarios d'émission de gaz à effet de serre sont consultables sur un site dédié publié par Météo-France en novembre 2022.

## Urbanisme

### Typologie
Au 1er janvier 2024, Quivières est catégorisée commune rurale à habitat dispersé, selon la nouvelle grille communale de densité à sept niveaux définie par l'Insee en 2022.
Elle est située hors unité urbaine et hors attraction des villes,.

### Occupation des sols
L'occupation des sols de la commune, telle qu'elle ressort de la base de données européenne d'occupation biophysique des sols Corine Land Cover (CLC), est marquée par l'importance des territoires agricoles (92,2 % en 2018), une proportion sensiblement équivalente à celle de 1990 (92,3 %). La répartition détaillée en 2018 est la suivante : 
terres arables (92,2 %), zones urbanisées (7,8 %). L'évolution de l'occupation des sols de la commune et de ses infrastructures peut être observée sur les différentes représentations cartographiques du territoire : la carte de Cassini (XVIIIe siècle), la carte d'état-major (1820-1866) et les cartes ou photos aériennes de l'IGN pour la période actuelle (1950 à aujourd'hui).

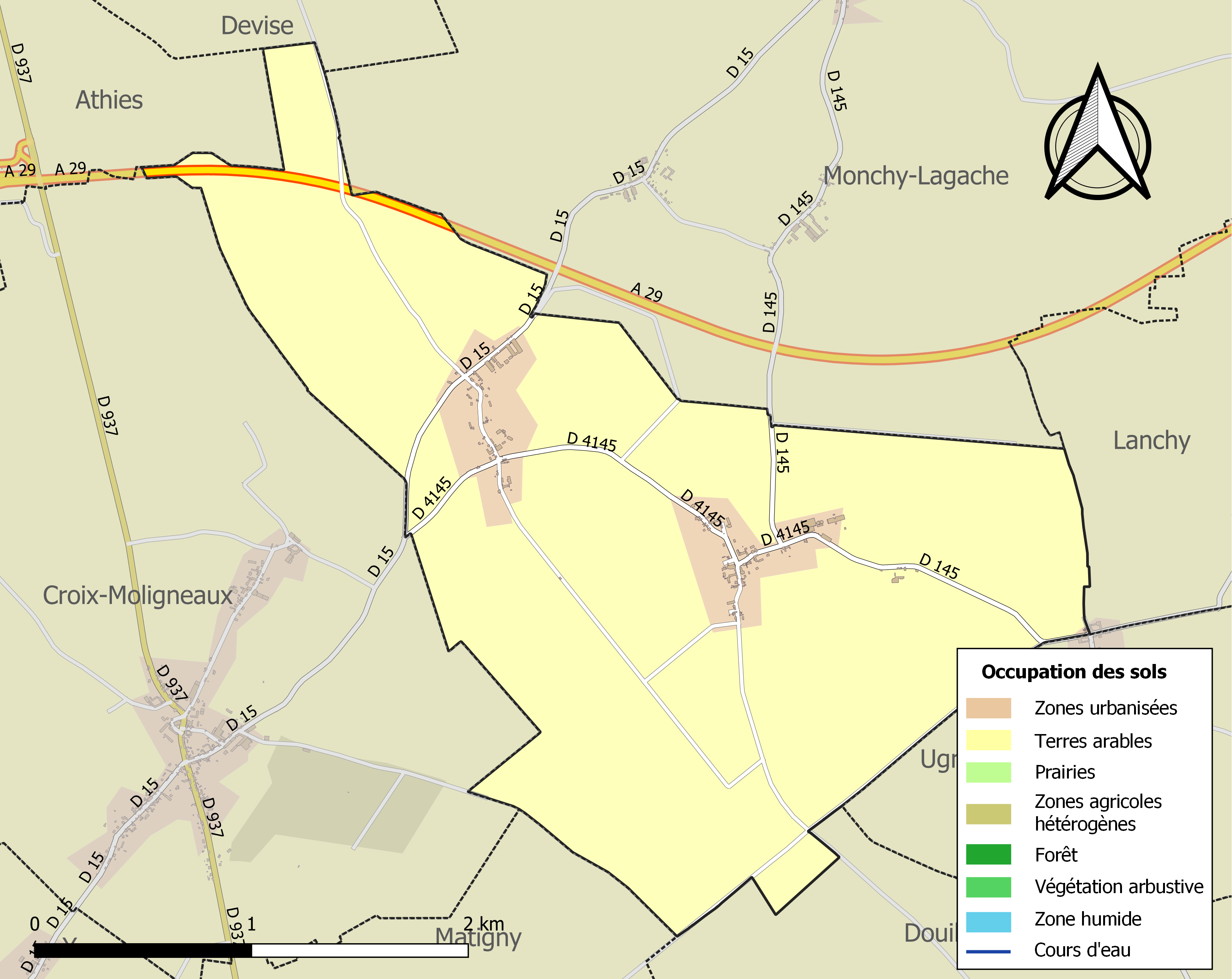
Carte des infrastructures et de l'occupation des sols de la commune en 2018 (CLC).

### Voies de communication et transports
La localité est desservie par les autocars du réseau inter-urbain Trans'80, Hauts-de-France (ligne no 51, Mesnil-Bruntel - Saint-Christ-Briost - Ham).

## Toponymie
Les anciens noms relevés sont Quivers, Kivières, Quiviers, Quiéry.
Attestations anciennes : Cuverii  en 1118, Chivières  en 1142, Kiveres en 1143, Kivières  en 1182 et  Cuvières  en 1226 puis Quivières  en 1384 (je vous fais grâce de toutes les graphies intermédiaires).
L'origine de ce nom a donné lieu à de multiples hypothèses.
La première forme Cuverii  (1118) évoluée en  Cuvières  (1226) oriente vers un dérivé collectif en « ière » (latin aria) de l'oïl « cuve » (latin cupa). Il pourrait alors s'agir d'un atelier de fabrication de cuves ou tonneaux, c'est-à-dire une tonnellerie ou bien d'une métaphore décrivant un terrain fait de creux, de cuvettes

## Histoire
À la fin du XIXe siècle, une pierre dressée, d'un mètre cinquante de haut, passe pour un vestige supposé des coutumes antiques.
Au XIIe siècle, le village dépend de l'abbaye de Prémontré. Le chapitre de Saint-Quentin en sera ensuite propriétaire.
Vers la fin du XVIe siècle, le village obtient le statut de commune, indépendamment de Guizancourt qui sera fusionné ultérieurement.
Vers 1700, disparaît le village de Mesnil-Saint-Quentin, entre Quivières et Croix. Les habitants se dirigent vers la localité qui croît alors de manière importante.
En 1891, une gare est créée à Quivières, sur la ligne du chemin de fer secondaire à voie métrique reliant Albert à Ham des chemins de fer départementaux de la Somme. La ligne transportait marchandises et voyageurs. L'exploitation cesse fin 1949.
En 1899, Quivières possède une fabrique de sucre.
Première Guerre mondiale
La commune est située dans la zone  des combats de la Première Guerre mondiale
À la fin du conflit, le village est considéré comme détruit. Il a été décoré de la Croix de guerre 1914-1918, le 27 octobre 1920. La reconstruction commence dès avant la fin de la guerre, par les soins de l'armée et, surtout, de la Croix-rouge américaine,,,,.

## Politique et administration

### Rattachements administratifs et électoraux
La commune se trouve dans l'arrondissement de Péronne du département de la Somme. Pour l'élection des députés, elle fait partie depuis 1958 de la cinquième circonscription de la Somme.
La commune fait partie depuis 1793 du canton de Ham. Dans le cadre du redécoupage cantonal de 2014 en France, ce canton, dont la commune fait toujours partie, est modifié, passant passe de 19 à 67 communes.

### Intercommunalité
La commune faisait partie depuis 2008 de la communauté de communes du Pays Hamois, qui succédait au district de Ham, créé en 1960.
La loi portant nouvelle organisation territoriale de la République (Loi NOTRe) du 7 août 2015, prévoyant que les établissements publics de coopération intercommunale (EPCI) à fiscalité propre doivent avoir un minimum de 15 000 habitants, le schéma départemental de coopération intercommunale (SDCI) arrêté par le préfet de la Somme le 30 mars 2016 prévoit notamment la fusion des communautés de communes du Pays Hamois et celle du Pays Neslois, afin de constituer une intercommunalité de 42 communes groupant 20 822 habitants, et précise qu'il « s'agit d'un bassin de vie cohérent dans lequel existent déjà des migrations pendulaires entre Ham et Nesle. Ainsi Ham offre des équipements culturels, scolaires et sportifs (médiathèque et auditorium de musique de grande capacité, lycée professionnel, complexe nautique), tandis que Nesle est la commune d'accueil de grandes entreprises de l'agroalimentaire ainsi que de leurs sous-traitants ».
La fusion intervient le 1er janvier 2017 et la nouvelle structure, dont la commune fait désormais partie, prend le nom de communauté de communes de l'Est de la Somme,.

### Liste des maires
| Période                                  | Période                      | Identité             | Étiquette | Qualité |
| ---------------------------------------- | ---------------------------- | -------------------- | --------- | --- |
| Les données manquantes sont à compléter. |                              |                      |           | |
| avant 1981                               |                              | François Carbonneaux |           | |
| Les données manquantes sont à compléter. |                              |                      |           | |
| mars 2001                                | 2008                         | Michel Talpe         |           | |
| mars 2008                                | En cours (au 8 octobre 2020) | Françoise Raguenau   | NC-UDI    | Retraitée de l'Éducation nationale Conseillère départementale de Ham (2016 → ) Vice-présidente du conseil départemental de la Somme (2021 → ) Vice-présidente de la CC Pays Hamois ( ? → 2016) Réélue pour le mandat 2020-2026, |

## Population et société

### Démographie
L'évolution du nombre d'habitants est connue à travers les recensements de la population effectués dans la commune depuis 1793. Pour les communes de moins de 10 000 habitants, une enquête de recensement portant sur toute la population est réalisée tous les cinq ans, les populations de référence des années intermédiaires étant quant à elles estimées par interpolation ou extrapolation. Pour la commune, le premier recensement exhaustif entrant dans le cadre du nouveau dispositif a été réalisé en 2004.

En 2022, la commune comptait 144 habitants, en stagnation par rapport à 2016 (Somme : −1,26 %, France hors Mayotte : +2,11 %).
| 1793 | 1800 | 1806 | 1821 | 1831 | 1836 | 1841 | 1846 | 1851 |
| ---- | ---- | ---- | ---- | ---- | ---- | ---- | ---- | ---- |
| 390  | 370  | 296  | 324  | 365  | 402  | 428  | 433  | 412  |

| 1856 | 1861 | 1866 | 1872 | 1876 | 1881 | 1886 | 1891 | 1896 |
| ---- | ---- | ---- | ---- | ---- | ---- | ---- | ---- | ---- |
| 440  | 437  | 418  | 444  | 461  | 436  | 350  | 378  | 380  |

| 1901 | 1906 | 1911 | 1921 | 1926 | 1931 | 1936 | 1946 | 1954 |
| ---- | ---- | ---- | ---- | ---- | ---- | ---- | ---- | ---- |
| 406  | 385  | 366  | 213  | 235  | 224  | 221  | 207  | 240  |

| 1962 | 1968 | 1975 | 1982 | 1990 | 1999 | 2004 | 2006 | 2009 |
| ---- | ---- | ---- | ---- | ---- | ---- | ---- | ---- | ---- |
| 186  | 160  | 178  | 179  | 189  | 178  | 174  | 172  | 173  |

| 2014 | 2019 | 2022 | - | - | - | - | - | - |
| ---- | ---- | ---- | - | - | - | - | - | - |
| 149  | 144  | 144  | - | - | - | - | - | - |

En 1899, le hameau de Guizancourt compte 43 maisons et 192 habitants.

### Enseignement
Le syndicat intercommunal scolaire des 9 clochers (SISCO) regroupe en 2018 les élèves de Croix-Moligneaux, Douilly, Matigny, Offoy, Quivières, Sancourt, Ugny-l'Équipée, Voyennes et Y.

### Manifestations culturelles et festivités
- Tous les 3es dimanches de juin se déroulait le plus grand rassemblement de véhicules anciens de Picardie. La 23e édition, programmée en 2017 a été annulée en raison d'une trop forte croissance de la manifestation, qui ne pouvait plus être assurée par les bénévoles de l'association organisatrice, les amis de Quivières, et des subventions en baisse[34].

## Culture locale et patrimoine

### Lieux et monuments
- Église Saint-Quentin[35], reconstruite en briques après les destructions de la Première Guerre mondiale[36],[37].

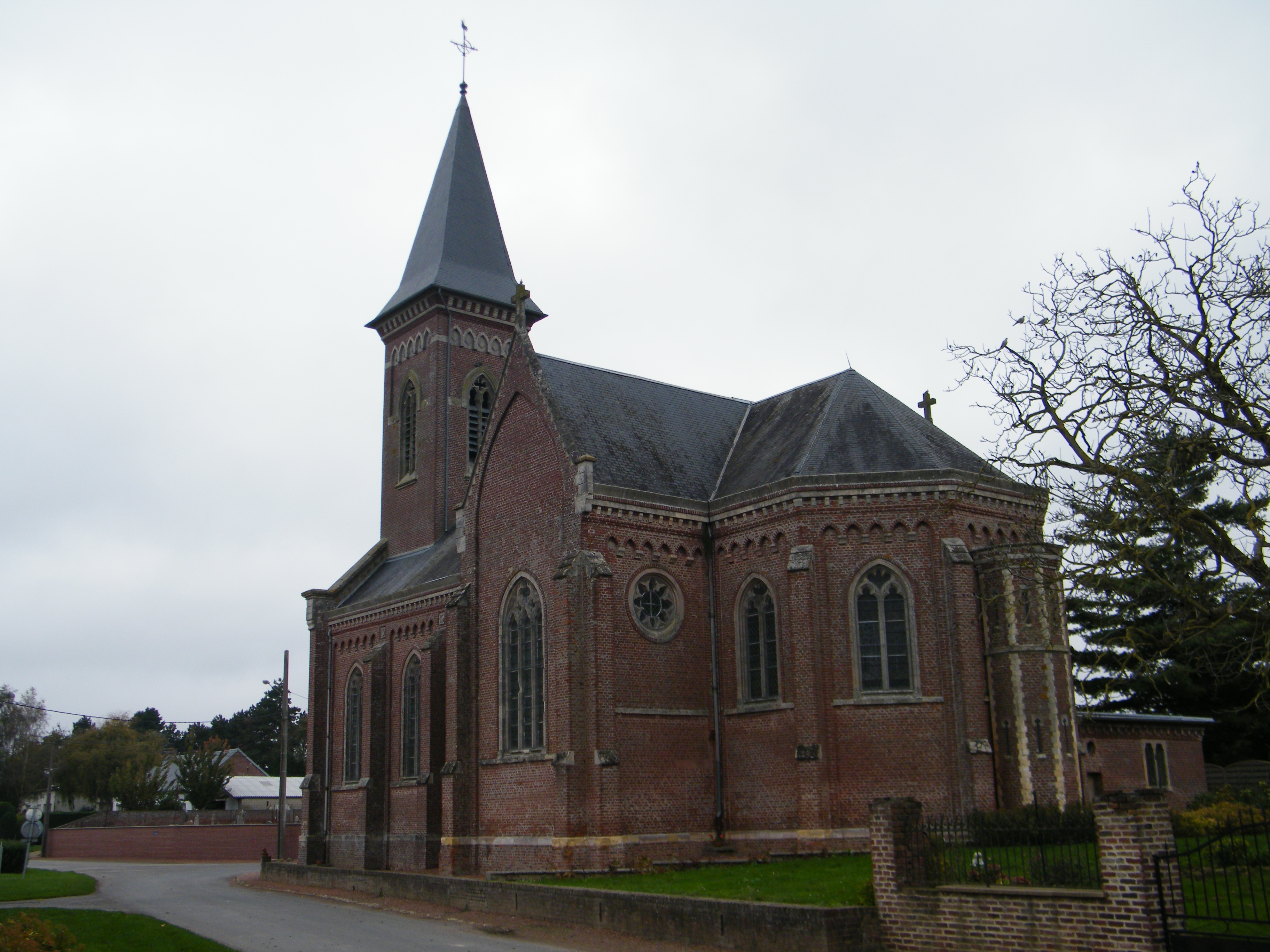
L'église Saint-Quentin.
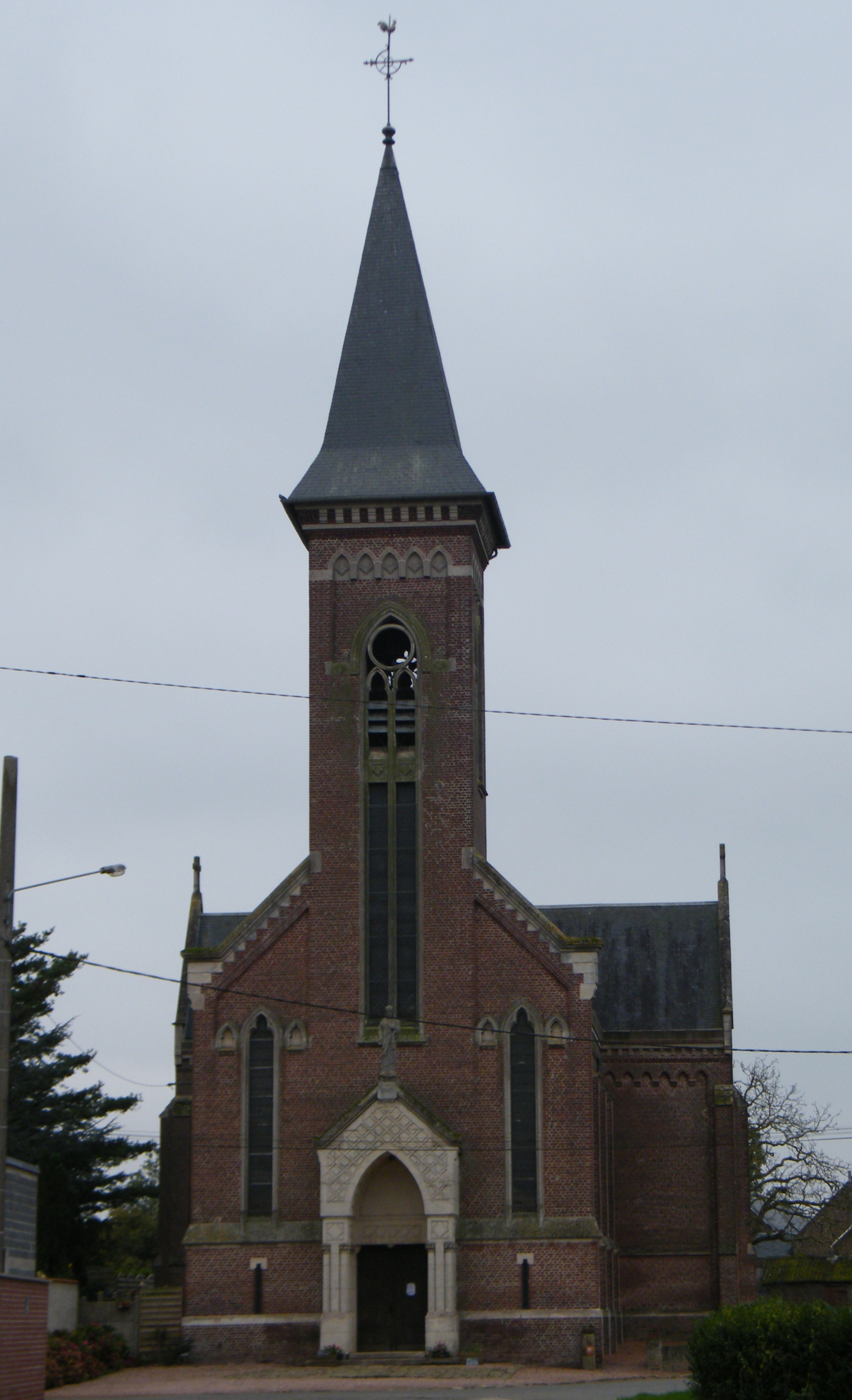
Façade de l'église.
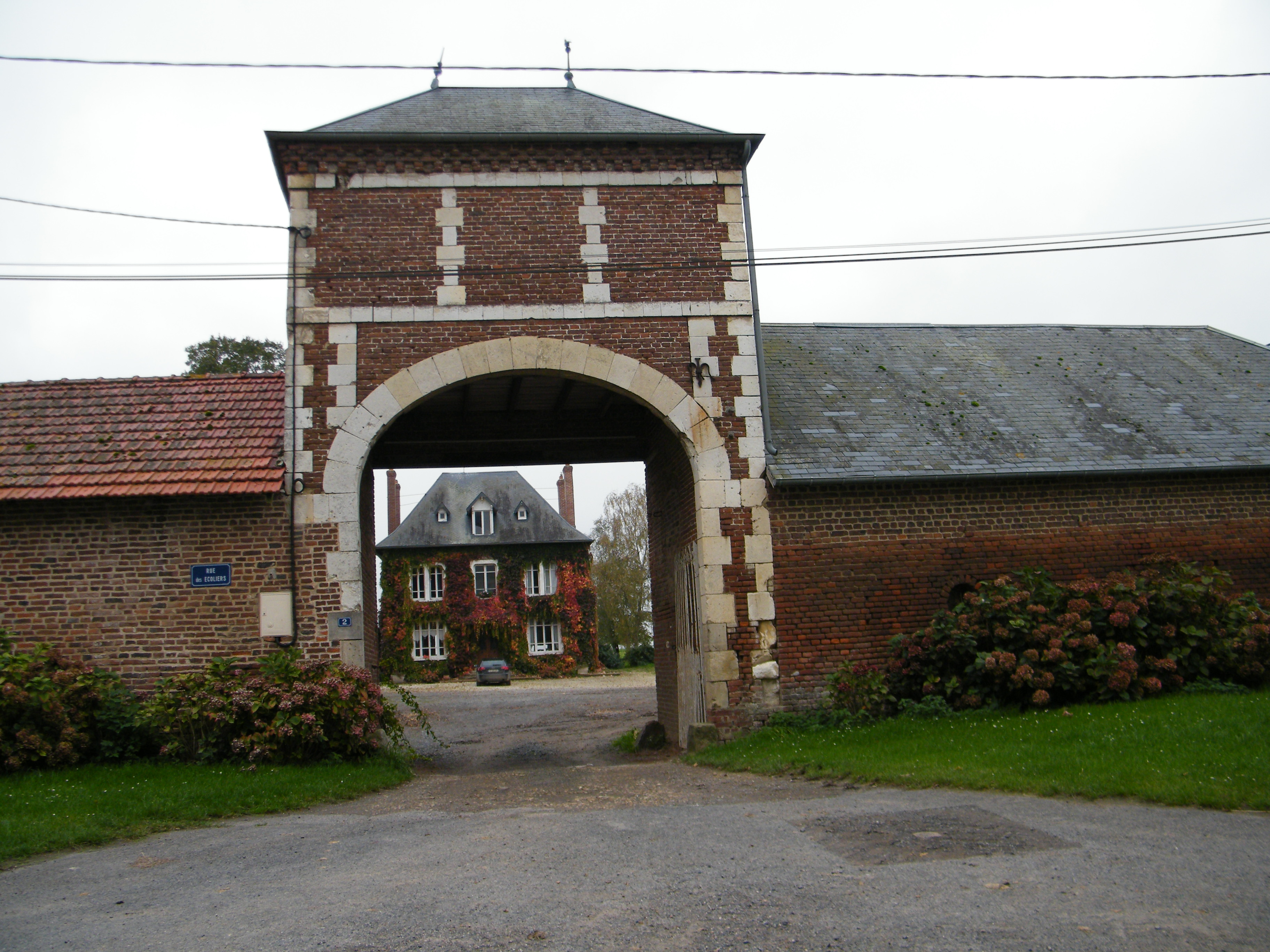
Entrée de ferme.